# ليوبندورف
ليوبندورف (بالألمانية: Leobendorf) هي بلدة في منطقة كورنوبورغ في ولاية النمسا السفلى.